# Dolores Guerrero
Dolores Guerrero   (Victoria de Durango, 15 de setembre de 1833 - Victoria de Durango, 1 de març de 1858) va ser una poetessa mexicana considerada per alguns mitjans, com El Siglo de Durango, com «la primera poetessa [sic] mexicana després de Sor Juana Inés de la Cruz».

## Biografia
Guerrero va néixer el 15 de setembre de 1833 a la ciutat de Durango, Mèxic, filla de Fernando Guerrero i de Guadalupe Bárcena. Des que era petita va començar a interessar-se per la poesia escrivint alguns versos. També tenia afinitat per la música. Solia llegir novel·les clàssiques franceses pel domini de l'idioma d'aquest país.
El 1850, quan tenia entre 17 i 18 anys, es va mudar a Ciudad de México, després que el seu pare resultés elegit senador, on va continuar amb el seu treball poètic. Algunes de les seves obres van ser del coneixement del bard Luis G.Ortiz i dels escriptors Francisco Zarco i Francisco González Bocanegra, que la van motivar perquè el seu material fos publicat.
D'acord amb el diari El Siglo de Durango, Guerrero va passar a ser descrita com «la primera poetessa [sic] mexicana després de Sor Juana Inés de la Cruz», i les seves obres tenien una excel·lent acceptació a la societat. Diversos altres diaris publicaven contínuament el seu material literari. Per l'escriptora Susana A. Montero, autora del llibre La Construcción Simbólica de Las Identidades Sociales, la poesia de Guerrero era representativa del gènere eròtic i «va constituir un clar desmentiment del caràcter sexual passiu i secundària de la dona». També distingeix el poema «A...» -també referit per altres publicacions com «Nomás a ti»- com el de tipus femení «més popular de segle xix a Mèxic». Va morir l'1 de març de 1858 al seu Durango natal a causa de problemes de cor, quan només tenia vint-i-quatre anys.

## Homenatges
El 2008, la Universidad Juárez del Estado de Durango va organitzar un homenatge en honor de Guerrero.